# Niczja
Niczja (Nichya) – rosyjski duet założony w 2001 roku. Największą popularnością cieszy się w rodzimej Rosji, ale ich single notowane były także w kilku innych krajach europejskich, m.in. w Polsce. 
Zespół tworzą Oleg Borszczewski oraz Jelena Kipier, która współpracowała z t.A.T.u. podczas nagrywania płyty 200 po wstriecznoj i to właśnie współpraca z popularnym duetem była motorem napędowym zdecydowanie skromniejszej kariery Niczji. 
Styl muzyczny grupy jest bardzo zbliżony do muzyki granej przez t.A.T.u. na początku ich istnienia – melodyjny pop-rock, electro i dance.

## Dyskografia

### Albumy
| Rok  | Tytuł                                                      |
| ---- | ---------------------------------------------------------- |
| 2004 | Nawsiegda! - Wydany: 11 października 2004 - Wytwórnia: BMG |

### Single
- 2004 Niczja
- 2004 Nikomu Nikogda
- 2004 Nawsiegda
- 2005 Możno Lubit'